# اولم ۱۲۱۱۱
سیارک ۱۲۱۱۱ (به انگلیسی: 12111 Ulm، نامگذاری:1998LU) دوازده هزار و صد و یازدهمین سیارک کشف شده‌است که در ۱ ژوئن ۱۹۹۸ کشف شد.